# Bahnstrecke Qingdao–Yancheng
| Brücke über den Guanhe bei Xiangshui |                      |                                                   |                                                   |
| |                      |                                                   |                                                   |
| Streckenlänge: | 429 km               |                                                   |                                                   |
| Spurweite: | 1435 mm (Normalspur) |                                                   |                                                   |
| Stromsystem: | 25 kV 50 Hz ~        |                                                   |                                                   |
| Maximale Neigung: | 6 ‰                  |                                                   |                                                   |
| Minimaler Radius: | 2800 m               |                                                   |                                                   |
| Streckengeschwindigkeit: | 200 km/h             |                                                   |                                                   |
| Zweigleisigkeit: | durchgehend          |                                                   |                                                   |
| |                      |                                                   |                                                   |
| \| \| \| Qingdao Hauptbahnhof \| \| \| \| 0 \| Qingdao Nord \| Qingdao Nord \| \| \| \| IHR nach Rongcheng, PDL nach Jinan \| \| \| \| \| Hongdao im Bau seit 2016 \| \| \| \| \| HSR nach Jinan \| \| \| \| \| von Jiaozhou \| \| \| \| \| Yanghekou \| \| \| \| \| nach Huangdao und Hafen Qingdao-Qianwan \| \| \| \| 74 \| Qingdao West \| Qingdao West \| \| \| \| nach Dongjiakou Süd \| \| \| \| 109 \| Dongjiakou \| Dongjiakou \| \| \| \| Ryocheng \| \| \| \| \| nach Rizhao \| \| \| \| 153 \| Rizhao West \| Rizhao West \| \| \| \| Schnellfahrstrecke nach Lankao \| \| \| \| \| von Watang nach Rizhao \| \| \| \| \| nach Lanshan (Arashiyama) \| \| \| \| 180 \| Lanshan West \| Lanshan West \| \| \| \| von Pingshang nach Lanshan \| \| \| \| \| Provinzgrenze Shandong-Jiangsu \| \| \| \| 198 \| Ganyu Nord \| Ganyu Nord \| \| \| 218 \| Ganyu \| Ganyu \| \| \| \| Pudong \| \| \| \| \| Longhai-Bahn von Lianyun \| \| \| \| 253 \| Lianyungang \| Lianyungang \| \| \| \| Longhai-Bahn nach Lanzhou, Lianxu-SFS nach Xuzhou \| \| \| \| \| Dongji PDL nach Zhenjiang \| \| \| \| \| Guanyun Güterbahnhof \| \| \| \| \| Tianlou Güterbahnhof geplant \| \| \| \| 333 \| Xiangshui \| Xiangshui \| \| \| 355 \| Binhai \| Binhai \| \| \| 386 \| Funing Ost \| Funing Ost \| \| \| 401 \| Sheyang \| Sheyang \| \| \| \| Yacheng Nord Güterbahnhof \| \| \| \| \| Schnellfahrstrecke nach Xuzhou \| \| \| \| \| Yancheng \| \| \| \| \| Schnellfahrstrecke nach Nantong \| \| |                      |                                                   |                                                   |
| Kopfbahnhof Streckenanfang |                      | Qingdao Hauptbahnhof                              | Qingdao Hauptbahnhof                              |
| Bahnhof | 0                    | Qingdao Nord                                      | Qingdao Nord                                      |
| Abzweig geradeaus, nach rechts und von rechts |                      | IHR nach Rongcheng, PDL nach Jinan                | IHR nach Rongcheng, PDL nach Jinan                |
| ehemaliger Haltepunkt / Haltestelle |                      | Hongdao im Bau seit 2016                          | Hongdao im Bau seit 2016                          |
| Abzweig geradeaus, nach rechts und von rechts |                      | HSR nach Jinan                                    | HSR nach Jinan                                    |
| Abzweig geradeaus und von rechts |                      | von Jiaozhou                                      | von Jiaozhou                                      |
| Blockstelle |                      | Yanghekou                                         | Yanghekou                                         |
| Abzweig geradeaus und nach links |                      | nach Huangdao und Hafen Qingdao-Qianwan           | nach Huangdao und Hafen Qingdao-Qianwan           |
| Haltepunkt / Haltestelle | 74                   | Qingdao West                                      | Qingdao West                                      |
| Abzweig geradeaus, nach links und von links |                      | nach Dongjiakou Süd                               | nach Dongjiakou Süd                               |
| Haltepunkt / Haltestelle | 109                  | Dongjiakou                                        | Dongjiakou                                        |
| Blockstelle |                      | Ryocheng                                          | Ryocheng                                          |
| Abzweig geradeaus, nach links und von links |                      | nach Rizhao                                       | nach Rizhao                                       |
| Bahnhof | 153                  | Rizhao West                                       | Rizhao West                                       |
| Abzweig geradeaus und nach rechts |                      | Schnellfahrstrecke nach Lankao                    | Schnellfahrstrecke nach Lankao                    |
| Kreuzung geradeaus oben und rechts |                      | von Watang nach Rizhao                            | von Watang nach Rizhao                            |
| Abzweig geradeaus und nach links |                      | nach Lanshan (Arashiyama)                         | nach Lanshan (Arashiyama)                         |
| Haltepunkt / Haltestelle | 180                  | Lanshan West                                      | Lanshan West                                      |
| Kreuzung geradeaus oben |                      | von Pingshang nach Lanshan                        | von Pingshang nach Lanshan                        |
| Grenze |                      | Provinzgrenze Shandong-Jiangsu                    | Provinzgrenze Shandong-Jiangsu                    |
| Haltepunkt / Haltestelle | 198                  | Ganyu Nord                                        | Ganyu Nord                                        |
| Haltepunkt / Haltestelle | 218                  | Ganyu                                             | Ganyu                                             |
| Blockstelle |                      | Pudong                                            | Pudong                                            |
| Abzweig geradeaus und von links |                      | Longhai-Bahn von Lianyun                          | Longhai-Bahn von Lianyun                          |
| Bahnhof | 253                  | Lianyungang                                       | Lianyungang                                       |
| Abzweig geradeaus, nach rechts und von rechts |                      | Longhai-Bahn nach Lanzhou, Lianxu-SFS nach Xuzhou | Longhai-Bahn nach Lanzhou, Lianxu-SFS nach Xuzhou |
| Abzweig geradeaus und nach rechts |                      | Dongji PDL nach Zhenjiang                         | Dongji PDL nach Zhenjiang                         |
| Blockstelle |                      | Guanyun Güterbahnhof                              | Guanyun Güterbahnhof                              |
| ehemalige Blockstelle |                      | Tianlou Güterbahnhof geplant                      | Tianlou Güterbahnhof geplant                      |
| Haltepunkt / Haltestelle | 333                  | Xiangshui                                         | Xiangshui                                         |
| Haltepunkt / Haltestelle | 355                  | Binhai                                            | Binhai                                            |
| Haltepunkt / Haltestelle | 386                  | Funing Ost                                        | Funing Ost                                        |
| Haltepunkt / Haltestelle | 401                  | Sheyang                                           | Sheyang                                           |
| Blockstelle |                      | Yacheng Nord Güterbahnhof                         | Yacheng Nord Güterbahnhof                         |
| Abzweig geradeaus und von rechts |                      | Schnellfahrstrecke nach Xuzhou                    | Schnellfahrstrecke nach Xuzhou                    |
| Bahnhof |                      | Yancheng                                          | Yancheng                                          |
| Strecke nach links |                      | Schnellfahrstrecke nach Nantong                   | Schnellfahrstrecke nach Nantong                   |

Die Bahnstrecke Qingdao–Yancheng ist eine Bahnstrecke parallel zur chinesischen Ostküste zwischen der Hafenstadt Tsingtao (Provinz Shandong) und Yancheng (Provinz Jiangsu) in der Volksrepublik China.

## Geschichte
Die Strecke wurde am 26. Dezember 2018 zusammen mit der Zweite Schnellfahrstrecke Qingdao–Jinan eröffnet. Der für beide Strecken gemeinsame Bahnhof Hongdao geht vorläufig nicht in Betrieb, weil die Autobahn Qingdao–Lanzhou zu nahem am Bahnhof vorbeiführt, sodass diese verlegt werden muss, bevor der Bahnhof in Betrieb genommen werden kann.

## Technik
Die elektrifizierte, zweigleisige Strecke ist 430 km lang und verläuft über Lianyungang. Insgesamt hat sie 16 Bahnhöfe. Für eine neu gebaute chinesische Schnellfahrstrecke ist sie im Übrigen relativ unaufwändig gebaut: Sie ist nur für 200 km/h Höchstgeschwindigkeit ausgelegt, der Abstand zwischen den Gleisachsen beträgt nur 4,40 m und der minimale Kurvenradius 2800 m, wobei nach Möglichkeit 3500 m nicht unterschritten wurden. Entsprechend ihrem Verlauf im flachen Küstenbereich beträgt die maximale Steigung nur 6 ‰. Die Kosten für den Bau betrugen 50 Mrd. Renminbi (6,5 Mrd. Euro).

## Verkehr
Vorerst verkehren auf der Strecke nur wenige Zugpaare täglich. Die Fahrzeit zwischen den beiden Endbahnhöfen beträgt etwas über drei Stunden.